# Gabriel de L'Aubespine
Pour les articles homonymes, voir Aubespine.
Gabriel de L'Aubespine (1579-15 août 1630) est un prélat français des XVIe et XVIIe siècles. Évêque d'Orléans de 1604 à 1630, il est reçu Chevalier dans l'Ordre du Saint-Esprit lors de la troisième promotion du règne de Louis XIII, le 31 décembre 1619. Homme d'une grande érudition, il est l'auteur de Veteribus Ecclesiœ Ritibus, imprimé à Paris, in-4°, en 1623, ouvrage sur la liturgie.

## Biographie
Issu d'un famille originaire de la Beauce, marchands et notables d'Orléans, connue dès le milieu du XVe siècle,  Gabriel de L'Aubespine naît le 26 janvier 1579, fils de Guillaume, baron de Châteauneuf, et de Marie de La Châtre ; il est le frère de Charles de L'Aubespine, futur Garde des sceaux. Il commence ses études à Paris où il obtient son baccalauréat de théologie en 1604 et devient socius de la Sorbonne. C'est un lettré respecté de ses contemporains par sa connaissance des écrits des Pères de l'Église ; Sous-diacre nominal d'Orléans, il a comme successeur un autre de ses frères, Guillaume, vers 1600. Il succède à son frère Jean de L'Aubespine et est nommé évêque en 1604, confirmé par le Saint-Siège le 28 mars 1604. Il meurt en 1630.
Le duc de Saint-Simon, son petit-neveu par sa mère Charlotte de L'Aubespine, dresse son portrait dans ses Mémoires. Son impartialité a pu en souffrir.

« L'évêque d'Orléans, Gabriel de L'Aubespine, frère aîné de M. de Châteauneuf qui fut garde des Sceaux à la disgrâce du garde des Sceaux de Marillac, à la fin de 1630, qui fut la fameuse journée des Dupes. [On] a vu sa famille parmi celle[s] des Chanceliers et gardes des Sceaux de France de Louis XIV, qui les lui rendit, dans sa minorité, pour peu de temps. Notre prélat fut évêque d'Orléans en 1604 et sacré à Rome, 28 mars de la même année, de la main du pape Clément VIII Aldobrandin. Il tint une des premières places du clergé de France par sa doctrine et sa capacité en affaires, et l'illustra par sa piété et son assiduité à ses fondions épiscopales. Il était l'âme des assemblées du clergé et de toutes les affaires de doctrine en Sorbonne et parmi les évêques. Entre plusieurs ouvrages qu'il a faits, son traité sur l'Eucharistie a rendu sa réputation immortelle. Il mourut à Grenoble, peu avancé en âge, mais consommé d'étude et de travail, 15 octobre 1630, député avec d'autres prélats de l'assemblée du clergé vers le Roi, qui était lors à Lyon. »

— Saint-Simon
.

## Ouvrages sélectionnés
- De veteribus ecclesiasticae ritibus observationes: libri duo (1672)
- L'ancienne police de l'église sur l'administration de l'Eucharistie (1629)
- Observationes ecclesiasticae in epitomen redactae et annotatis illustratae a Joanne Georgio Kettenbeillio (etc.) | L'Aubespine, Gabriel de and Kettembeil, Johannes Georgius (1657)